# Plaza Imperial (Bogotá)
Plaza Imperial es un centro comercial de la ciudad de Bogotá. Está ubicado en la localidad de Suba más exactamente en la intersección de la Avenida Suba con Avenida Ciudad de Cali, frente al Portal Suba de TransMilenio, con una excepcional demanda generada por el vertiginoso crecimiento del noroccidente de Bogotá, donde más de 144.000 pasajeros viajan cada día en el TransMilenio.
Fue promovido por la empresa Ospinas y Cia en asociación con la Constructora Colpatria, fue inaugurado el 2 de diciembre de 2005.
Este Centro Comercial posee un área total de 101.000 m² Área, comercial de 35.000 m², 287 locales comerciales y más de 1400 parqueaderos y con 3 almacenes ancla que son Jumbo, Falabella y Homecenter, adicionalmente cuenta con salas de cine Cinemark.